# برسيل

## التاريخ

### من 1907 حتى 1950
في عام 1907 نجح الكيميائيون في شركة هنكل في إحداث ثورة في عملية غسيل الملابس. فقد استطاعوا الجمع بين سيليكات الصوديوم مع بيربورات الصوديوم، والتي أطلقت فقاعات متشتتة في صورة دقيقة من الأكسوجين عندما تم غلي الغسيل. ولم تساهم هذه المادة في تبييض الغسيل بطريقة لطيفة وبدون إحداث رائحة كريهة فحسب– على عكس الكلور الذي كان مستخدماً حتى ذلك الوقت، بل إنها أعفت ربات البيوت من القيام بحك الغسيل ودعكه وتنقيته وهي مهام شاقة ومستهلكة للوقت. وهكذا كان ميلاد منتج الغسيل الأول ذي التأثير الذاتي: برسيل. وقد ظهر الإعلان الأول له في 6 يونيو 1907 في صحيفة ديسيلدورف. وبعد ذلك تم طرحه في الأسواق حينها، فكان يعبأ يدوياً في عبوات مصنوعة من الكرتون الرقيق ومغلفة بورق تغليف مطبوع.
من منا لا يعرف السيدة التي ترتدي ملابس بيضاء بالكامل وتحمل في يدها اليسرى عبوة برسيل؟ هذه الشخصية من إبداع فنان برلين الشهير ورسام الكاريكاتير المعروف كيرف هيلجينستايد، الذي تم تفويضه لتصميم ملصق برسيل في عام 1922. ومما لا شك فيه أن السيدة البيضاء لا تمثل صورة خيالية، إذ أنها في الحقيقة صديقة الفنان وكانت تبلغ من العمر 18 عامًا. وقد رافقت الفنان في زيارته إلى أحد بيوت الموضة في أليكسندربلاتس لشراء فستان أبيض، فجعلها عارضة لمسحوقه وهي ترتدي قبعة على طراز فلورنتين وتحمل في يدها عبوة المنتج. ومنذ ذلك الحين، أصبحت هذه الصورة مطبوعة على اللوحات الدعائية المعدنية وعلى الملصقات والساعات الموجودة بالشوارع. وعلى مدى عقود طويلة من الزمن، ظلت السيدة البيضاء الصورة الرئيسية للدعاية والإعلان عن برسيل بصورة معدلة ترتدي فيه أحدث الأزياء في ذلك الوقت.
بدا أن الجميع كانت لديهم الرغبة في حدوث ذلك، فعندما بدأ ظهور برسيل في المحال مرة أخرى بعد نهاية الحرب العالمية الثانية، تم بيع نسبة 75 بالمائة من المخزون على الفور تقريبا. ويرى الكثيرون أن طرح برسيل مجددا في الأسواق كان معناه بداية العودة إلى الحياة الطبيعية، إلى حياة السلم والأمان. إذ ظهرت لوحة كبيرة على أحد الجسور على نهر الراين مكتوبًا عليه: «برسيل متوفر مجددًا من مدينة ديسيلدورف». كما ساهمت لافتات النيون والأعلام والملصقات جميعا في جعل اسم المنتج محل اهتمام الأفراد في جميع أنحاء ألمانيا مرة أخرى، وتم إجراء تغيير طفيف على تركيبة المنتج، حيث تم إضافة مواد ملمعة بصرية من أجل جعل الغسيل يبدو أكثر بياضاً.

### من 1950 حتى 1986
أنتجت شركة هنكل أيضاً أول منتج غسيل ثقيل المفعول، تحت اسم برسيل 59، حاملاً نفس اسم العام الذي تم طرحه فيه. وكانت المواد الفاعلة بالسطح الأنيونية التخليقية، ومكثفات الرغوة وكذلك الرائحة الجديدة تمثل العناصر الجديدة المدخلة على أفضل أنواع البرسيل التي تم صناعتها حتى ذلك التاريخ. كان هذا هو الوعد الذي حملته الإعلانات عن المنتج الجديد للمستهلكين في الحملات المطبوعة والتليفزيونية والإذاعية واسعة النطاق. وتم تفويض وكالة متخصصة في الدعاية والإعلان للمرة الأولى لإدارة صورة العلامة التجارية. ولم يقتصر الأمر على تغيير تركيبة المنتج، بل امتد إلى إدخال تعديل كبير على شكل العبوة..
كان عام 1970 هو العام الذي شهد ظهور حملة «أفضل منتجاتنا» الدعائية التي حققت نجاحاً مدوياً، للمرة الأولى. وكان الوشاح ورباط الرقبة باللون الأحمر هو الملمح النمطي لإعلانات برسيل منذ ذلك الحين، وكانت تشي دومًا بأفضل أنواع برسيل في زمنها. وعندما ظهر برسيل 70 في المتاجر في عبوته ذات التصميم الجديد، لم يقتصر توافرها على ألمانيا وحدها بل امتد إلى كافة أرجاء أوروبا تقريباً.
رغم أنه لم تظهر قضايا حماية البيئة في الوعي العام إلا مع مجيء عقد الثمانينيات من القرن الماضي، إلا أن هذا العنوان له تاريخ طويل بالفعل من البحث والعمل في شركة هنكل. فمنذ بداية الخمسينيات، كانت هنكل تجري تجارب لبحث مدى التحلل الحيوي للمواد الفاعلة على السطح. وفي عام 1966، تم طرح مشروع البحث المعروف بعنوان «بديل الفوسفات»، والسبب في ذلك هو أن المواد الفاعلة على السطح، التي تعمل على إزالة البقع من الغسيل، وكذلك الفوسفات، الذي يعمل على تلطيف المياه، تؤدي جميعها إلى تلويث المياه السطحية. ونجح الباحثون في تطوير مواد فاعلة على السطح ذات قدرة أكبر على التحلل. وبالنسبة لمركبات الفوسفات، توصل الباحثون إلى مادة بديلة هي Zeolith A (Sasil®)، تم منح براءة اختراع لها في عام 1973.

### من 2007 حتى اليوم
2007 برسيل يكمل عامه المائة، يحتفل برسيل بعامه المائة ويظهر في الأسواق بتصميم جديد وحديث وبتركيبات متطورة.
حققت شركة هنكل إنجازاً آخر في مجال بحث وتطوير المنتجات المبتكرة بابتكار منتج برسيل ميجا كابس. فللمرة الأولى يصبح من الممكن وضع منتج غسيل سائل محدد الكمية مسبقًا في أسطوانة الغسالة مباشرةً